# اسپرینگ پانچ روسی
اسپرینگ پانچ روسی یک کوکتل مخصوص لیوان هایبال است که از ودکا و لیکور تشکیل شده است. انجمن بین المللی بارمن ها این نوشیدنی را در دسته نوشیدنی های عصر جدید خود فهرست  بندی کرده است.
اسپرینگ پانچ روسی در لندن، انگلستان توسط دیک برادسل در دهه ۱۹۸۰ ساخته شد.  او ادعا می کند که به یاد نمی آورد که در آن زمان در کدام بار کار می کرد، اما داستانی را بیان می کند که چگونه دستور غذا را برای دوستان شخصی که مایل به برگزاری یک مهمانی کوکتل بودند و در عین حال مقدار پولی را که باید برای الکل خرج می کردند را ایجاد کرد.
این نام به خاطر ودکای روسی و تام کالینز که یک نوشیدنی بهاری است، گرفته شده است.